# Cuchillo-Có
Cuchillo-Có è una città dell'Argentina, capoluogo del dipartimento di Lihuel Calel nella provincia di La Pampa.